# Eddie Dougherty
Edward „Eddie“ Dougherty (* 17. Juli 1915 in Brooklyn, New York; † 14. Dezember 1994 in New York City) war ein US-amerikanischer Jazz-Schlagzeuger.

## Leben und Wirken
Eddie Dougherty begann mit 13 Jahren mit dem Schlagzeugspiel und hatte Anfang der 1930er Jahre erste Auftritte in der Band von Dickie Wells in dessen Club in Harlem. Als Sideman wirkte er in den 1930er Jahren an Aufnahmen von Taft Jordan, Frank Froeba, Mildred Bailey, Harry James, Billie Holiday („Strange Fruit“, 1939), Frankie Newton, Pete Johnson und Meade Lux Lewis mit; 1940 spielte er bei Keny Watts and his Kilowatts und ersetzte Dave Tough in Bud Freemana Orchester; danach spielte er Anfang der 1940er Jahre mit Art Tatum, Joe Sullivan, Benny Carter, Benny Morton und James P. Johnson. In seinen späteren Jahren wirkte er noch bei Aufnahmen von Cliff Jackson, Mary Lou Williams, Clyde Bernhardt, Wilbur De Paris, Teddy Wilson und Albert Nicholas mit und war bis in die 1980er Jahre als Musiker aktiv.